# قائمیه
قائمیه با نام قدیمی چنارشاهیجان شهری باستانی در غرب استان فارس و مرکز شهرستان کوه‌چنار است.زبان مردم قائمیه، لری جنوبی، کوهمره‌ای و  قشقایی است، این شهر با دارا بودن جمعیتی برابر با ۲۶٬۹۱۸ نفر (۱۳۹۵)، سومین شهر پرجمعیت غرب استان فارس به‌شمار می‌رود. شهر قائمیه در تقاطع محور مواصلاتی استان‌های فارس، بوشهر، خوزستان و کهگیلویه و بویراحمد قرار گرفته‌است و ارتباط دهنده مرکز ایران با بوشهر و همچنین جنوب ایران با خوزستان به‌شمار می‌رود.
این شهر با توجه به موقعیت استراتژیک خود پذیرای تعداد زیادی مهاجر از مناطق اطراف بوده‌است. قائمیه دارای طبیعتی سرسبز و آب‌وهوایی معتدل است. اقتصاد قائمیه برپایهٔ کشاورزی و دام‌پروری استوار است.

## تاریخ

### پیشینه
با توجه به سنگ‌نوشته‌های قبور گذشتگان در نزدیکی بهشت زهرای کنونی شهر و آثار باقی مانده از ساسانیان در روستای قندیل، می‌توان دریافت که قدمت قائمیه به دوران پیش از اسلام بازمی‌گردد. در نزهة المشتاق فی اختراق الآفاق نوشتهٔ شریف ادریسی مراکشی، یکی از علماء و فلاسفهٔ و جغرافی‌دان قرن ششم هجری قمری که یکی از قدیمی‌ترین منابع جغرافیایی است، از شاهیجان یا چنارشاهیجان نام برده شده‌است. در قرن دوازدهم هجری قمری میرزا حسن فسایی در کتاب فارسنامه ناصری از چنارشاهیجان و گذر فتحعلی‌شاه از این منطقه سخن گفته‌است.

### تاریخ معاصر
در سال ۱۳۳۰ چنارشاهیجان روستایی از توابع دهستان دشمن‌زیاری بخش فهلیان و ممسنی شهرستان کازرون بود. با تشکیل شهرستان ممسنی در سال ۱۳۴۰، چنارشاهیجان به بخش مرکزی شهرستان کازرون پیوست. در سال ۱۳۷۰ روستای چنارشاهیجان به شهر ارتقا یافت و یک سال بعد، در سال ۱۳۷۱، نام این شهر به قائمیه تغییر یافت. شهر قائمیه و روستاهای اطراف آن در سال ۱۳۸۴ از بخش مرکزی شهرستان کازرون منتزع و بخش چنارشاهیجان به مرکزیت شهر قائمیه تشکیل شد.
در ۱۰ مهر سال ۱۳۹۸ نیز دو بخش چنارشاهیجان و کوهمره که جزئی از شهرستان کازرون بودند از این شهرستان انتزاع یافتند و شهرستان کوه‌چنار را به مرکزیت شهر قائمیه تشکیل دادند. مردم کازرون در مخالفت با این جدایی پیش از این تاریخ اعتراضاتی را برپا کردند که به نتیجه نرسید.

## جغرافیا

### موقعیت جغرافیایی
قائمیه در غرب استان فارس در عرض جغرافیایی ۲۹ درجه و ۴۱ دقیقه شمالی و طول جغرافیایی ۵۱ درجه و ۵۳ دقیقه شرقی قرار گرفته‌است. قائمیه از شمال و غرب با شهرستان ممسنی، از جنوب با شهرستان کازرون و از شرق و جنوب شرقی با شهرستان شیراز همسایه است.
قائمیه در تقاطع جاده ۸۶ و جاده ۵۵ و در محور مواصلاتی استان‌های فارس، بوشهر، خوزستان و کهگیلویه و بویراحمد قرار گرفته‌است. محور اصلی شیراز به بوشهر و اهواز از قائمیه گذر می‌کند. این شهر در تقاطع شهرهای شیراز، بوشهر، یاسوج، اهواز و نورآباد واقع شده‌است و ارتباط دهنده مرکز ایران با بوشهر و همچنین جنوب ایران با خوزستان به‌شمار می‌رود.

### آب‌وهوا
قائمیه آب و هوای معتدل و کوهپایه‌ای توأم با بارش در فصل زمستان و تابستان‌هایی گرم و خشک دارد. بارندگی زمستانه در تأمین منابع آب در قائمیه نقش اساسی را ایفا می‌نماید. توده‌های هوایی متعددی قائمیه را در فصول مختلف سال تحت تأثیر قرار می‌دهند. توده‌های مدیترانه‌ای، سودانی و سیبری در فصل زمستان و توده هوایی حاره‌ای در فصل تابستان فعال هستند. میانگین رطوبت نسبی بلندمدت قائمیه، حدود ۴۰٪ است.

### پوشش گیاهی

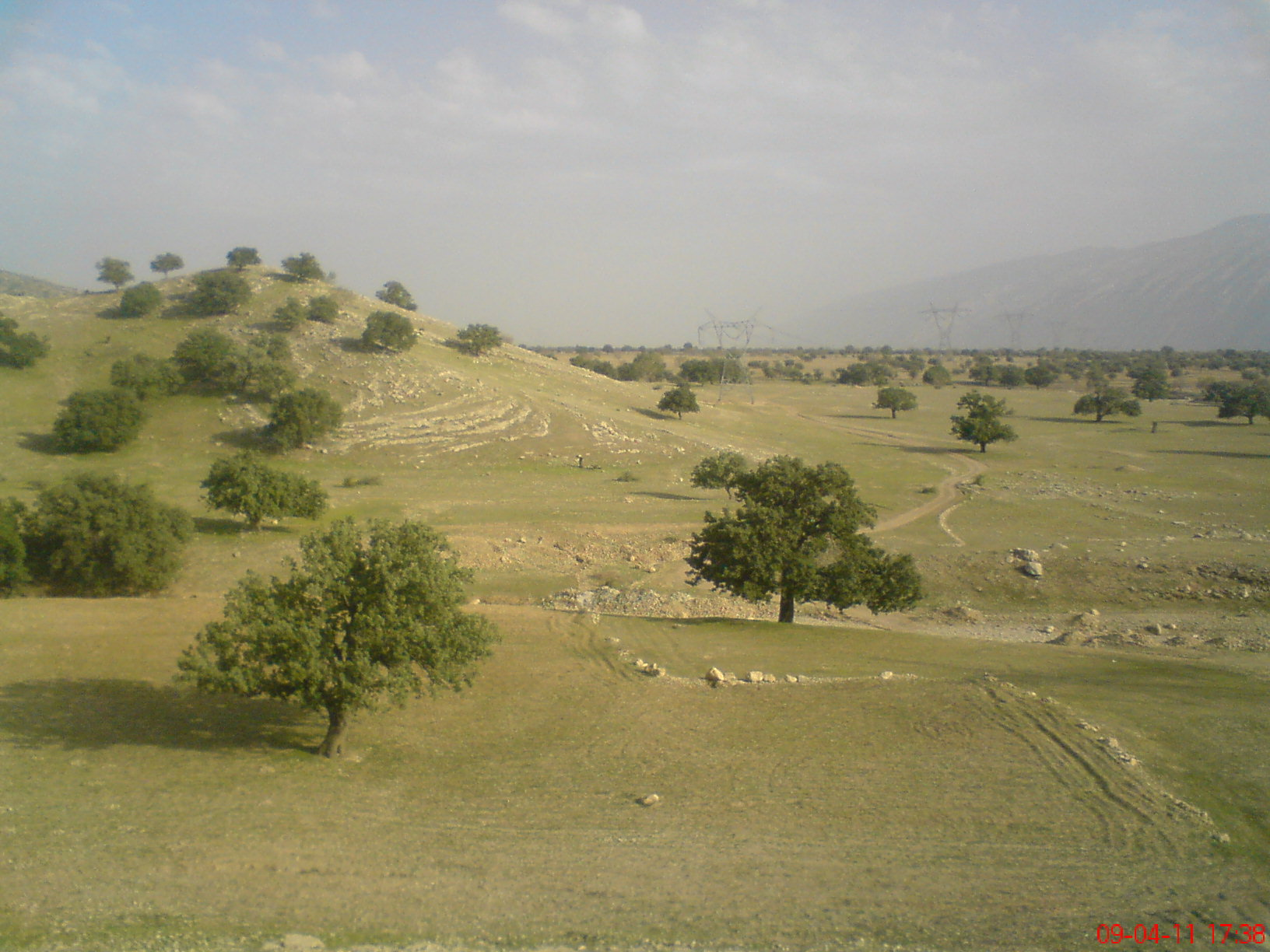
طبیعت قائمیه

قائمیه دارای طبیعتی سرسبز می‌باشد. جنگل‌های اطراف قائمیه در بردارنده بلوط وحشی، بنه، زالزالک (کیالک)، بادام تلخ، انجیر وحشی، شاخ بزی، رملک، تنگهس، کلخنگ، چنار و کّنار (سدر) می‌باشد. در شمال شهر دشت بزرگی و تنگه عظیمی که به تنگه فراغ معروف است قرار دارد که از گونه‌های مختلف گیاهی از جمله بلوط پوشیده شده‌است.

### کوه‌ها
- کوه خیگ پشت در شمال غربی شهر
- کوه پیرایه در شمال شهر
- کوه سهوکی (سیاه) در شمال شرقی شهر
- کوه سیبکی در جنوب شهر
- کوه زنگنه که محله زنگنه بر آن واقع شده‌است

## مردم

### جمعیت
جمعیت این شهر طی سرشماری سال ۱۳۹۵ برابر با ۲۶٬۹۱۸ تن (۷٬۲۹۸ خانوار) بوده‌است که قائمیه را به بیستمین شهر پرجمعیت استان فارس و سومین شهر پرجمعیت غرب استان تبدیل می‌کند. بر اساس این سرشماری، بخش مرکزی شهرستان کوه‌چنار ۴۳٬۱۵۹ نفر و شهرستان کوه‌چنار نیز ۵۴٬۸۷۶ نفر جمعیت داشته‌اند که به ترتیب بیستمین بخش و بیستمین شهرستان پرجمعیت استان فارس به‌شمار می‌روند.

### دین
مردم قائمیه مسلمان و شیعه مذهب هستند. مردم قائمیه همانند سایر نقاط ایران در مناسبت‌های مذهبی، مراسم عزاداری را برپا می‌دارند. برگزاری مراسم تاسوعا و عاشورای حسینی در قائمیه شیوهٔ منحصر به فردی دارد. در ماه محرم، گرداگرد محوطهٔ هیئت مذهبی با شاخه‌ها و چوب نخل به صورت‌های هندسی محصور می‌شوند و در گوشه‌ای از فضای هیئت، خیمه‌ای برپا می‌شود. گهواره، مشک‌ها و کاسه‌های آب تزیینی، شمعدانی‌ها و فانوس‌ها، علم‌های تزیینی، پلاکارها و نوشته‌های عاشورایی در محل هیئت‌ها نصب می‌شود. هیئت‌های قائمیه و اکثر هیئت‌های بخش مرکزی در روز تاسوعا و عاشورا به طرف بهشت زهرا و مزار شهدا و همچنین امامزاده‌های مجاور (امامزاده سید محمد محلهٔ الیاس آباد، شاهزاده علی و…) حرکت می‌کنند، یک دسته می‌شوند و به عزاداری می‌پردازند.
ساکنین اولیه قائمیه از طوایف ایلات لر دشمن‌زیاری و غوری بودند. امروزه با مهاجرت روزافزون به شهر قائمیه به دلایلی همچون موقعیت استراتژیک و آب‌وهوای معتدل، مردمانی از سایر طوایف ممسنی و قشقایی، کوهمره ای و همچنین ایرانیان فارسی‌زبان در این شهر ساکن هستند.

## جاذبه‌ها

### آثار تاریخی

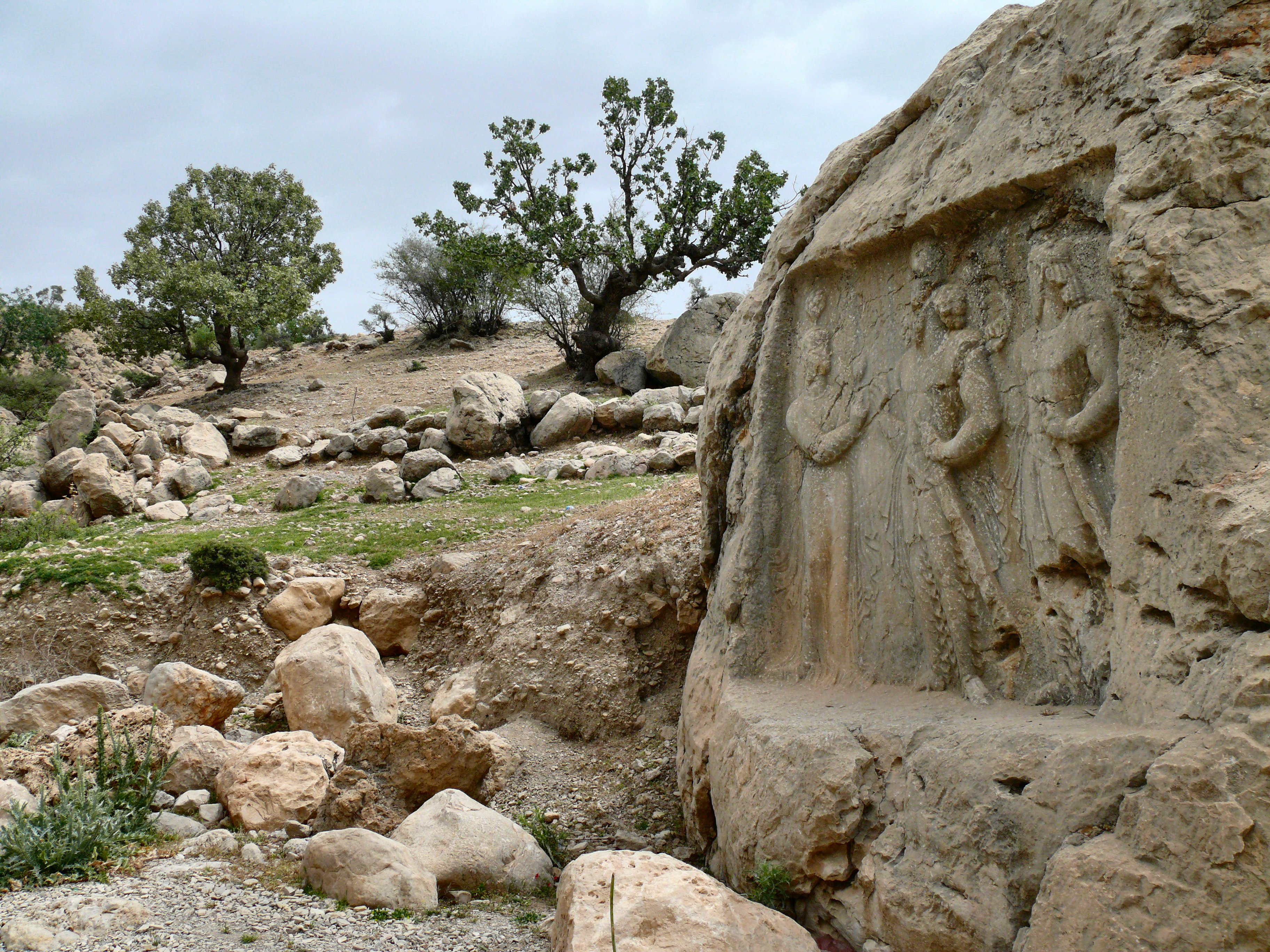
نقش‌برجسته تنگ قندیل

آثار باستانی و تاریخی مربوط به دوره امپراتوری ساسانیان در شمال شرقی شهر چنارشاهیجان در روستای قندیل واقع شده که شامل نقش‌برجسته تنگ قندیل، دو قبرستان بزرگ، مخروبه یک دژ، آسیاب‌های آبی، برکه و قنات‌های دشت گورک می‌باشد. نقش‌برجسته تنگ قندیل نقش‌برجسته‌ای مربوط به زمان شاهنشاهی ساسانی در شمال شهر قائمیه و در روستای قندیل است. این نقش‌برجسته صحنه ازدواج امپراتور شاپور یکم ساسانی با شهبانو آذرآناهید (ملقب به شهبانوی شهبانوان) است. شاپور در وسط نقش، ملکه آذرآناهید در سمت چپ تصویر و در پشت سر شاپور کرتیر (موبد موبدان) حجاری شده‌است.

### جاذبه‌های طبیعی
تفرجگاه دشت گلگون، باغستان‌های مرکبات و انجیر، چشمه چنار در مرکز شهر، چشمه آبگرم سراب بهرام و همچنین جنگل‌های کوهپایه‌ای بلوط از جاذبه‌های طبیعی قائمیه هستند. غار کله‌کفتری در ارتفاعات جنوب شرقی قائمیه و مشرف به روستای الیاس‌آباد واقع در کوهی به نام سیبکی با طولی نزدیک به ۸۰۰ متر و عمق ۸۰ متر به لحاظ فنی دومین غار عمودی استان فارس پس از غار انگره‌مینو می‌باشد. غار آبراهه نیز غار بزرگ و زیبا در ارتفاعات جنوب شرقی قائمیه و مشرف به روستای ملای انبار واقع در دامنه شمالی کوه سیبکی قرار گرفته‌است. این غار ۱۴۷ متر طول و ۲۰ متر عمق دارد.

### اماکن زیارتی
از جمله مراکز زیارتی منطقه، امامزاده سید محمد واقع در روستای الیاس آباد، امامزاده سید علی و امامزادگان سید ابراهیم و سید اسماعیل در محله بنارمورد می‌باشد.

## ساختار شهری
| شهرداری قائمیه در سال ۱۳۷۰ تأسیس شد و هم‌اکنون دارای درجه ۴ می‌باشد. - ایستگاه تحقیقات زیتون قائمیه - حوزه علمیه مکتب‌الصادق | - مرکز فرهنگی مذهبی محمد رسول‌الله (خیریه حاصل نیکان) - کتابخانه عمومی شهید مطهری - کتابخانه عمومی دانش - سالن ورزشی چند منظوره شهدای قائمیه - استادیوم و زمین چمن قائمیه |

## اقتصاد
به دلیل وجود خاک حاصلخیز و آب کافی در این منطقه، از گذشته دور اکثر مردم به فعالیت‌های کشاورزی مشغول بودند. به‌طور سنتی کشت زمستانی در این ناحیه شامل گندم و جو، میوه‌های جالیزی چون شلغم، چغندر، هویج و سبزیجاتی مانند شوید، سیر و سبزی‌های خوردنی و همچنین کشت تابستانی شامل برنج، جالیزهای هندوانه، خیار، گوجه فرنگی، بادمجان و حبوباتی مثل نخود، لوبیا، عدس، ذرت و آفتابگردان است.
باغداری نیز از مشاغل عمدهٔ مردم است و محصولات باغ‌ها، عمدتاً مرکباتی از قبیل پرتقال، نارنگی، لیموترش، لیمو شیرین، بالنگ و بکرایی و همچنین انار است. از سوی دیگر به لحاظ این که ایلات و عشایر متعددی در منطقه قائمیه حضور دارند، دام‌پروری و تولیدات دامی نیز رونق چشم‌گیری دارد. انواع فراورده‌های لبنی و پشم و پوست و روغن حیوانی از تولیدات دامی قائمیه است. ناحیه صنعتی چنارشاهیجان با ۲۰ هکتار مساحت از مراکز صنعتی این شهر است.

## ترابری
| - بزرگراه شیراز-دشت ارژن-قائمیه - بزرگراه قائمیه-برازجان-بوشهر - بزرگراه قائمیه-نورآباد-گچساران - جاده قائمیه-کازرون - جاده قائمیه-بابامنیر - جاده قائمیه-الیاس‌آباد - جاده قائمیه-تل میلک - جاده قائمیه-دهنوغوری - پایانه قائمیه | \| نام شهر \| فاصله (کیلومتر) \| \| -------- \| --------------- \| \| شیراز \| ۱۲۳ \| \| یاسوج \| ۱۲۹ \| \| بوشهر \| ۱۶۴ \| \| اصفهان \| ۴۵۱ \| \| اهواز \| ۵۰۵ \| \| بندرعباس \| ۷۰۴ \| \| تهران \| ۸۹۶ \| \| تبریز \| ۱۳۳۸ \| \| مشهد[۲۷] \| ۱۴۱۷ \| |
| نام شهر | فاصله (کیلومتر) |
| شیراز | ۱۲۳ |
| یاسوج | ۱۲۹ |
| بوشهر | ۱۶۴ |
| اصفهان | ۴۵۱ |
| اهواز | ۵۰۵ |
| بندرعباس | ۷۰۴ |
| تهران | ۸۹۶ |
| تبریز | ۱۳۳۸ |
| مشهد | ۱۴۱۷ |

## مراکز درمانی
- بیمارستان شهید رضازاده که دارای بخش‌های اورژانس، جراحی، داخلی، زنان و زایمان، اطفال، زایشگاه، سونوگرافی، رادیولوژی، دیالیز و آزمایشگاه است.[۲۸][۲۹]
- مرکز بهداشتی درمانی پزشکی شبانه‌روزی قائمیه

## جستارهایی وابسته
- شهرستان کوه‌چنار
- فهرست شهرهای استان فارس